# Kvarntjärnen (Hortlax socken, Norrbotten)
Kvarntjärnen är en sjö i Piteå kommun i Norrbotten och ingår i Jävreåns huvudavrinningsområde.